# Lista de presidentes da Sérvia
Esta é uma lista de presidentes da Sérvia, que inclui os chefes de estado da República Socialista da Sérvia, os presidentes da entidade federativa da República Socialista da Iugoslávia e os chefes de estado da República Federal da Sérvia (1992-2006), um estado constituinte da Sérvia e Montenegro. Antes de 1974, o chefe de estado sérvio também acumulava o cargo de presidente do parlamento.
O Presidente da Sérvia (sérvio: Председник Србије; transl.: Predsednik Srbije), oficialmente denominado Presidente da República (sérvio: Председник Републике; transl.: Predsednik Republike), é eleito por votação direta para um mandato de cinco anos, sendo dois mandatos consecutivos o limite definido pela constituição. Além de ser o comandante-chefe das Forças Armadas da Sérvia, o presidente tem o dever processual de nomear o primeiro-ministro com o consentimento da Assembleia Nacional, bem como possui alguma influência na política externa. A sede presidencial está em Novi dvor, localizada em Andrićev Venac, Belgrado.
O atual titular do cargo é Aleksandar Vučić, que foi eleito em 2 de abril de 2017 e assumiu a presidência em 31 de maio de 2017.

## Sérvia junto a Iugoslávia / Sérvia e Montenegro (1944–2006)

### República Socialista da Sérvia
| Nº                                                                             | Retrato | Nome (Nascimento-Morte)                                            | Duração do Mandato     | Duração do Mandato     | Partido Político |
| Nº                                                                             | Retrato | Nome (Nascimento-Morte)                                            | Tomou Posse            | Deixou o Cargo         | Partido Político |
| ------------------------------------------------------------------------------ | ------- | ------------------------------------------------------------------ | ---------------------- | ---------------------- | ---------------- |
| Presidente da Assembleia Nacional Antifacista de Liberação da Sérvia 1944–1945 |         |                                                                    |                        |                        |                  |
| –                                                                              |         | Siniša Stanković (1892–1974) Líder da assembléia de guerra sérvia. | 12 de novembro de 1944 | 7 de abril de 1945     | SKJ              |
| Presidentes do Presidium da Assembleia Popular 1945–1953                       |         |                                                                    |                        |                        |                  |
| 1                                                                              |         | Siniša Stanković (1892–1974)                                       | 7 de abril de 1945     | 20 de novembro de 1946 | SKJ              |
| 2                                                                              |         | Aćim Grulović (1898–1948)                                          | 20 de novembro de 1946 | 23 de dezembro de 1948 | SKJ              |
| 3                                                                              |         | Isa Jovanović (1906–1983)                                          | 23 de dezembro de 1948 | dezembro de 1953       | SKJ              |
| Presidentes da Assembleia Popular 1953–1974                                    |         |                                                                    |                        |                        |                  |
| 4                                                                              |         | Petar Stambolić (1912–2007)                                        | dezembro de 1953       | abril de 1957          | SKJ              |
| 5                                                                              |         | Jovan Veselinov (1906–1982)                                        | abril de 1957          | 26 de junho de 1963    | SKJ              |
| 6                                                                              |         | Dušan Petrović Šane (1914–1977)                                    | 26 de junho de 1963    | 6 de maio de 1967      | SKJ              |
| 7                                                                              |         | Miloš Minić (1914–2003)                                            | 6 de maio de 1967      | 6 de maio de 1969      | SKJ              |
| 8                                                                              |         | Dragoslav Marković (1920–2005)                                     | 6 de maio de 1969      | 19 de abril de 1974    | SKJ              |
| 9                                                                              |         | Živan Vasiljević (1920–2007)                                       | 19 de abril de 1974    | 6 de maio de 1974      | SKJ              |
| Presidentes da Presidência 1974–1991                                           |         |                                                                    |                        |                        |                  |
| (8)                                                                            |         | Dragoslav Marković (1920–2005)                                     | 6 de maio de 1974      | 5 de maio de 1978      | SKJ              |
| 10                                                                             |         | Dobrivoje Vidić (1918–1991)                                        | 5 de maio de 1978      | 5 de maio de 1982      | SKJ              |
| 11                                                                             |         | Nikola Ljubičić (1916–2005)                                        | 5 de maio de 1982      | 5 de maio de 1984      | SKJ              |
| 12                                                                             |         | Dušan Čkrebić (1927–2022)                                          | 5 de maio de 1984      | 5 de maio de 1985      | SKJ              |
| 13                                                                             |         | Ivan Stambolić (1936–2000)                                         | 5 de maio de 1985      | 14 de dezembro de 1987 | SKJ              |
| 14                                                                             |         | Petar Gračanin (1923–2004)                                         | 14 de dezembro de 1987 | 20 de março de 1989    | SKJ              |
| –                                                                              |         | Ljubiša Igić                                                       | 20 de março de 1989    | 8 de maio de 1989      | SKJ              |
| 15                                                                             |         | Slobodan Milošević (1941–2006)                                     | 8 de maio de 1989      | 11 de janeiro de 1991  | SKJ SPS          |

### República Federal da Sérvia(1992-2006)
| Nº     | Retrato | Nome (Nascimento-Morte)        | Duração do Mandato     | Duração do Mandato     | Partido Político | Eleito    |
| Nº     | Retrato | Nome (Nascimento-Morte)        | Tomou Posse            | Deixou o Cargo         | Partido Político | Eleito    |
| ------ | ------- | ------------------------------ | ---------------------- | ---------------------- | ---------------- | --------- |
| 1 (15) |         | Slobodan Milošević (1941–2006) | 11 de janeiro de 1991  | 23 de julho de 1997    | SPS              | 1990 1992 |
| –      |         | Dragan Tomić (1936)            | 23 de julho de 1997    | 29 de dezembro de 1997 | SPS              | –         |
| 2 (16) |         | Milan Milutinović (1942)       | 29 de dezembro de 1997 | 29 de dezembro de 2002 | SPS              | 1997      |
| –      |         | Nataša Mićić (1965)            | 29 de dezembro de 2002 | 27 de janeiro de 2004  | GSS              | –         |
| –      |         | Dragan Maršićanin (1950)       | 4 de fevereiro de 2004 | 3 de março de 2004     | DSS              | –         |
| –      |         | Vojislav Mihailović (1951)     | 3 de março de 2004     | 4 de março de 2004     | SPO              | –         |
| –      |         | Predrag Markovi (1955)         | 4 de março de 2004     | 11 de julho de 2004    | G17 Plus         | –         |
| 3 (17) |         | Boris Tadić (1958)             | 11 de julho de 2004    | 5 de junho de 2006     | DS               | 2004      |

## República da Sérvia(2006–presente)
A Sérvia se tornou independente em 5 de junho de 2006.
| Nº    | Retrato | Nome (Nascimento-Morte)        | Duração do Mandato | Duração do Mandato | Duração do Mandato | Partido Político | Eleito    |
| Nº    | Retrato | Nome (Nascimento-Morte)        | Tomou Posse        | Deixou o Cargo     | Tempo no Cargo     | Partido Político | Eleito    |
| ----- | ------- | ------------------------------ | ------------------ | ------------------ | ------------------ | ---------------- | --------- |
| 1 (3) |         | Boris Tadić (1958)             | 5 de junho de 2006 | 5 de abril de 2012 | 5 anos e 312 dias  | DS               | 2008      |
| –     |         | Slavica Đukić Dejanović (1951) | 5 de abril de 2012 | 31 de maio de 2012 | 56 dias            | SPS              | –         |
| 2 (4) |         | Tomislav Nikolić (1952)        | 31 de maio de 2012 | 31 de maio de 2017 | 5 anos             | SNS              | 2012      |
| 3 (5) |         | Aleksandar Vučić (1970)        | 31 de maio de 2017 | em exercício       | 2852 dias          | SNS              | 2017 2022 |